# Вільканово (Мазовецьке воєводство)
Вільканово (пол. Wilkanowo) — село в Польщі, у гміні Мала Весь Плоцького повіту Мазовецького воєводства.
Населення — 234 особи (2011).
У 1975-1998 роках село належало до Плоцького воєводства.

## Демографія
Демографічна структура станом на 31 березня 2011 року:
|          | Загалом | Допрацездатний вік | Працездатний вік | Постпрацездатний вік |
| -------- | ------- | ------------------ | ---------------- | -------------------- |
| Чоловіки | 115     | 20                 | 76               | 19                   |
| Жінки    | 119     | 25                 | 53               | 41                   |
| Разом    | 234     | 45                 | 129              | 60                   |